# Kanton Saint-Beauzély
Kanton Saint-Beauzély (francouzsky Canton de Saint-Beauzély) je francouzský kanton v departementu Aveyron v regionu Midi-Pyrénées. Tvoří ho pět obcí.

## Obce kantonu
- Castelnau-Pégayrols
- Montjaux
- Saint-Beauzély
- Verrières
- Viala-du-Tarn